# Vojkovskij
Il quartiere Vojkovskij (in russo Войковский район?) è un quartiere di Mosca sito nel Distretto Settentrionale.
Scavi archeologici condotti negli anni 1930 hanno confermato che la zona era abitata in tempi preistorici, tuttavia l'urbanizzazione dell'area giunge in epoca sovietica.
La principale via del quartiere è l'autostrada per San Pietroburgo (Leningradskoe Šosse), da sempre una delle principali arterie di comunicazione del paese. Fu lungo questa via che nell'autunno del 1941 le forze armate sovietiche si recavano al fronte della seconda guerra mondiale. All'epoca nel quartiere, nell'allora sede dei "Pionieri", fu allestito un ospedale per i combattenti.